# Riverview (Michigan)
Pour les articles homonymes, voir Riverview.
La ville de Riverview est située dans le comté de Wayne, dans l’État du Michigan, aux États-Unis. Sa population s’élevait à 12 486 habitants lors du recensement de 2010, estimée à 12 074 habitants en 2018.

## Histoire
Riverview a été incorporée en tant que village en 1923 puis en tant que city en 1959. 

## Source
- (en) Cet article est partiellement ou en totalité issu de l’article de Wikipédia en anglais intitulé « Riverview, Michigan » (voir la liste des auteurs).

1. ↑  (en) « Population and Housing Unit Estimates » (consulté le 7 août 2019)
2. ↑  (en) « Census of Population and Housing », Census.gov (consulté le 4 juin 2015)